# 王宝山
王宝山（1963年4月13日—），出生于山东省平邑县，是一名已退役的中国足球运动员，足球教练。

## 球员生涯
王宝山出生于山东省平邑县，少年时期随家人移居陕西，并进入陕西宝鸡体校踢球，1986年入选国家队时更成为了陕西历史上的第一位国脚，司职前锋，身高速度等都有相当优势。1990年代初，他曾赴日本踢球，效力于大塚制药，1993年退役。

## 教练生涯
中国足球职业化改革后，王宝山出任甲B联赛球队佛山佛斯弟的主教练，球队历年都被称为甲B劲旅，但是却一直没有冲上甲A。1997年底，佛山俱乐部被转卖给厦门，王宝山则去云南红塔任总经理，不久又兼任主教练。
1999年，前国足主帅戚务生执教云南红塔，王宝山退居二线执教红塔青年队。
2001年，王宝山第一次重归国字号，出任中国国家青年队主教练，但是不久因为未能打入世青赛决赛阶段而离任。2003年，王宝山重拾起教鞭，几经斟酌后，他执掌了从乙级队升上甲B的广东雄鹰(深圳科健前身)。但是仅仅一个赛季后，球队就遭遇了欠薪危机。球队被深圳收购，而王宝山则在2005年执教江苏舜天。2006年，王宝山执教深圳金威，但是由于战绩不佳，中途下课。
2007年9月，福拉多出任中国国家队执行教练，王宝山则与前国门区楚良一起成为中方助理教练。
2008年7月至11月，重返深圳队，出任技术总监一职。
2008年11月中国足协曾向外透露将由王宝山出任中国队代理主教练，征战2009年1月的亚洲杯预选赛，但是随着之后的足协主席人员变动，这一安排也改变，转而任命了殷铁生。
2009年5月，王宝山出任成都谢菲联主教练。
2009年末，因涉假的成都队被降级中甲。2010年，王宝山选择留任，在俱乐部人财极度困难的情况下，帮助球队顺利冲超。2011年3月在新赛季开始前，由于在外援引进上与成都谢菲联的分歧，王宝山最终辞职。
2012年7月，王宝山重返成都谢菲联出任主教练。
2012年12月，王宝山出任重庆力帆主教练, 于2014赛季率队获得中甲冠军，成功升入中超。2015年11月30日，正式离任。
2016年，王宝山出任北京人和主教练。首年以第四名的成绩遗憾未能冲超。
2017年，王宝山带领北京人和再次争取冲超。联赛十一轮过后，北京人和保持不败，但王宝山仍因“近期战绩不佳”离开了北京人和。此前北京人和四场联赛全部打平。
2017年6月，深圳佳兆业官方宣布，王宝山出任球队主教练。这是他第三次在深足任职至2018年4月下课。
2018年9月27日，河南建业宣布王宝山出任新任主教练。2020年7月6日，在新赛季即将开始前，王宝山因个人原因辞去河南建业足球俱乐部一线队主教练职务。
2020年8月19日，天津泰达官方宣布王宝山出任球队主教练，他最终在第一阶段一场不胜的情况下率领球队成功保级。